# 哀しみはきっと
「哀しみはきっと」（かなしみはきっと）は、UVERworldの14作目のシングル。2009年10月28日にgr8!recordsから発売された。

## 概要
表題曲は、TBS系ドラマ『小公女セイラ』の主題歌に使用された。テレビドラマの主題歌担当は、9thシングル「浮世CROSSING」以来となる（海外ドラマも含めれば前作の「GO-ON」から2作連続）となる。CDジャケットは前作「GO-ON」に引き続きUVERworldのオリジナルマークが採用された。初回生産限定盤は白黒で撮影されたスタジオの風景、通常盤は背景に大木の絵が描かれている。13thシングル「GO-ON」の初回生産限定盤の特典DVDにて発売が告知されていた。発売に伴い、『COUNT DOWN TV』ならびに『MUSIC JAPAN』へ出演した。12thシングル「儚くも永久のカナシ」以来のテレビ出演となる。 『ミュージックステーション』では2週連続トップ5をキープした。
初動・累計売上ともに前作を下回っている。
本作のCMには志田未来が出演した。
キャッチコピーは、『心のど真ん中は、自分でさえ奪えない。』

## 収録内容
| 全作詞: TAKUYA∞、全編曲: UVERworld & 平出悟。 |                            |           |                  |      |
| #                                             | タイトル                   | 作詞      | 作曲             | 時間 |
| 1.                                            | 「哀しみはきっと」         | TAKUYA∞   | 平出悟 / TAKUYA∞ | 5:17 |
| 2.                                            | 「撃破」                   | TAKUYA∞   | 彰 / TAKUYA∞     | 3:45 |
| 3.                                            | 「美影意志 -single ver.-」 | TAKUYA∞   | TAKUYA∞          | 6:18 |
| 合計時間:                                     | 合計時間:                  | 合計時間: | 15:20            |      |

| #  | タイトル                              | 作詞 | 作曲・編曲 |
| -- | ------------------------------------- | ---- | ---------- |
| 1. | 「UVERworld Classics vol.2 SORA」     |      |            |
| 2. | 「AwakEVE TOUR '09 additional order」 |      |            |

## 楽曲・内容解説
CD
1. 哀しみはきっと
TBS系ドラマ『小公女セイラ』主題歌。「earthy world」（4thアルバム『AwakEVE』収録）以来二度目となる、平出悟との共同作品。TAKUYA∞が『小公女セイラ』の台本を読んで、作品のために書き下ろした。シングル表題曲としては、UVERworld初となるミドルテンポの楽曲となった。PVには30秒弱のストリングスの前奏がある。横浜港大さん橋国際客船ターミナルの大さん橋ホールにて、弦楽器隊をバックにレコーディングする様子をそのまま映像化し、マネージャーやスタッフも収められた。ストリングの入ったアレンジは、のちに5thアルバム『LAST』にアルバムバージョンとして収録される。
ライブでは2009年に数回披露されたのみだったが、TAKUYA∞のブログへ寄せられた、この曲に対する思い入れのあるコメントをきっかけに、2015年12月25日の日本武道館公演にて、6年の時を経て披露された。
2. 撃破
メンバー全員でコーラスを務めた楽曲。ライブ時のみサビの歌詞が変化する。たとえば「今日あった出来事」や「最近ニュースで話題になったこと」などをテーマに、ライブごとに歌詞を変えていくという新たな試みがなされる予定だった。長らくライブでは観られなかったが、2013年の「LIVE TOUR 2013～THE ONE～」、2018年のライブツアーにてそれぞれ披露されている。ALL TIME BESTのファン投票[注釈 1]にて1位を獲得した。
3. 美影意志-single ver.-
『AwakEVE』に収録された「美影意志」のシングルバージョン。アルバム版と異なり、前奏がなくサビから始まる。ただし、当初はサビから始まるアレンジだったようで、本作が原曲にもっとも近い形となった[1]。

DVD
1. UVERworld Classics vol.2 SORA
「SORA」（4thシングル「Colors of the Heart」のカップリング曲）のPV映像のようなもの。正式なPVではないものの、シングル表題曲、アルバムリードトラック以外での映像化は初となる。
2. AwakEVE TOUR '09 additional order
2009年2月27日から5月7日（追加公演含む）にかけ開催された全国ライブツアー『UVERworld AwakEVE Tour09』における4月5日の国立代々木競技場 <第一体育館>公演での「GROOVY GROOVY GROOVY」「D-tecnoLife」を収録。いずれも、本公演を収録したライブDVD『AwakEVE TOUR '09』には未収録である。

## 収録アルバム
| 曲名                   | アルバム名                                   | 発売日        | 備考                                               |
| ---------------------- | -------------------------------------------- | ------------- | -------------------------------------------------- |
| 哀しみはきっと         | 『LAST』                                     | 2010年4月14日 | 5thスタジオ・アルバム アルバムバージョンとして収録 |
| 哀しみはきっと         | 『Neo SOUND BEST』                           | 2009年12月9日 | 1stベスト・アルバム                                |
| 哀しみはきっと         | 『ALL TIME BEST -FAN BEST- [EXTRA EDITION]』 | 2018年7月18日 | 2ndベスト・アルバム                                |
| 撃破                   | 『ALL TIME BEST -FAN BEST-』                 | 2018年7月18日 | 2ndベスト・アルバム                                |
| 美影意志 -single ver.- | 『AwakEVE』                                  | 2009年2月18日 | 4thスタジオ・アルバム 原曲として収録               |